# 쥘 시트뤼크
쥘 시트뤼크(프랑스어: Jules Sitruk, 1990년 4월 16일~)는 프랑스의 배우이다.

## 작품 목록

### 영화
- 디 아더 선 (2012년) - 조셉 실버그 역
- 내 아버지는 가정부 (2011년)
- 나의 판타스틱 데뷔작 (2007년) - 디디에 레볼 역
- 붉은 바늘 (2006년)
- 펭귄 - 위대한 모험 (2005년) - 아기 목소리 역
- 나 세자르, 10살 반, 1미터 39 (2003년)
- 미스터 바티뇰 (2002년)